# Xã College, Quận Knox, Ohio
Xã College (tiếng Anh: College Township) là một xã thuộc quận Knox, tiểu bang Ohio, Hoa Kỳ. Năm 2010, dân số của xã này là 2.731 người.